# Aufgeblasene Spatelmuschel
Die Aufgeblasene Spatelmuschel (Thracia convexa) ist eine Muschelart aus der Familie der Spatelmuscheln (Thraciidae). 

## Merkmale
Das leicht ungleichklappige, stark geblähte Gehäuse wird bis zu 70 mm lang. Die rechte Klappe ist geringfügig größer als die linke Klappe und außerdem stärker gewölbt. Das Gehäuse ist ungleichseitig, die Wirbel sitzen etwas hinter der Mittellinie. Die Wirbel sind nach hinten-einwärts eingewölbt. Der Wirbel der linken Klappe sitzt dabei in einem Loch an der Basis des Wirbels der rechten Klappe. Der Umriss ist etwas unregelmäßig dreieckig und leicht nach hinten ausgezogen. Das Gehäuse klafft etwas im hinteren Teil; die Siphonen können bei geschlossenen Klappen ausgestreckt werden. Nordsieck gibt das Verhältnis Länge zu Höhe zu Dicke mit 50 mm zu 40 mm zu 25 mm an. Der hintere Dorsalrand fällt steil ab und ist leicht eingewölbt. Der Hinterrand ist eng gerundet. Der vordere Dorsalrand fällt etwas weniger steil ab, ist aber gerade bis leicht konvex gewölbt. Er steigt aber höher an als der hintere Ventralrand. Der Vorrand ist eng gerundet. Der Ventralrand ist fast gerade. Vom Wirbel verläuft ein schwacher, glatter Kiel zum hinteren Ende des Ventralrandes. Das Ligament liegt intern und extern. Das externe Ligament ist ein kurzes dunkelbraunes Band hinter den Wirbeln. Das interne Ligament sitzt in einer schmalen Ligamentgrube auf einem kurzen Resilifer unter dem externen Ligament. Die Ligamentgrube der rechten Klappe ist etwas tiefer als die der linken Klappe. Das Lithodesma ist sehr klein, dünn und oft abgebrochen. Die Mantelbucht ist vergleichsweise seicht und eher gerundet dreieckig in der Form. Die Mantelbucht erstreckt sich etwa auf ein Drittel der Gesamtlänge. Der hintere Schließmuskel ist dick und gerundet-dreieckig. Der vordere Schließmuskel ist dagegen lang und dünn. 
Die weißliche, seltener auch cremefarbene Schale ist dünn und zerbrechlich. Die Ornamentierung besteht aus randparallelen Anwachslinien. Diese sind im hinteren Gehäuseteil (hinter dem Kiel) etwas gröber ausgebildet. Die Oberfläche ist fein gekörnelt. Das Periostracum ist blassbraun bis beige, auch gelblich bis grünlich-gelblich. Der innere Gehäuserand ist glatt. Die Innenseite ist weiß.

## Ähnliche Arten
Die Aufgeblasene Spatelmuschel (Thracia convexa) ist deutlich kürzer und höher als die Lange Spatelmuschel (Thracia pubescens). Der hintere Dorsalrand ist eingewölbt, der Vordere ausgewölbt.

## Geographische Verbreitung und Lebensraum
Das Verbreitungsgebiet der Aufgeblasenen Spatelmuschel erstreckt sich von Nordnorwegen bis ins Mittelmeer. 
Sie graben in schlammigen und sandigen Böden von etwa 18 Meter Wassertiefe bis etwa 800 Meter Wassertiefe.

## Taxonomie
Die Art wurde von William Wood 1815 als Mya convexa begründet.
MolluscaBase gibt folgende Synonyme an: Thracia maravignae Aradas & Calcara, 1843, Thracia scheepmakeri Dunker, 1852, Thracia trigona Aradas, 1847 und Thracia ventricosa Philippi, 1844. Manche Autoren betrachten auch die Lange Spatelmuschel (Thracia pubescens) als Synonym. Dieser Auffassung wird nicht gefolgt.

## Belege